# Polova Lîsiivka, Kalînivka
Polova Lîsiivka (în ucraineană Польова Лисіївка) este un sat în comuna Kirovka din raionul Kalînivka, regiunea Vinnița, Ucraina.

## Demografie
Componența lingvistică a localității Polova Lîsiivka
     Ucraineană (99,12%)
     Alte limbi (0,88%)
Conform recensământului din 2001, majoritatea populației localității Polova Lîsiivka era vorbitoare de ucraineană (99,12%), existând în minoritate și vorbitori de alte limbi.